# Scheune Altendorf 3
Die Scheune Altendorf 3 in der niedersächsischen Samtgemeinde Land Hadeln, Gemeinde Osten-Altendorf, im Landkreis Cuxhaven, stammt aus der Mitte des 17. Jahrhunderts und ist einer der ältesten profanen Bauten in der Region. Aktuell (2024) wird sie wohl landwirtschaftlich oder gewerblich genutzt.
Das Gebäude steht unter Denkmalschutz (siehe auch Liste der Baudenkmale in  Osten (Oste)).

## Geschichte und Beschreibung
Altendorf war eine Bauerschaft aus der zusammen mit Isensee um 1400 die Gemeinde Osten entstand. Die Kornscheune steht auf einem ehemaligen Hof, auf einer schmalen, von Gräben begrenzten Marschhufe im Deichfeld nordöstlich der Oste, die durch einen langen Stichweg erreicht werden kann.
Das eingeschossige traufständige Gebäude als Holzgefügebau in Zweiständerkonstruktion mit Unterrähm in senkrecht verbrettertem Fachwerk (nördliche Traufseite mit Steinausfachungen) sowie mit reetgedecktem Satteldach stammt von 1663 (Inschrift). Der südwestliche Giebel kragt über gekehlten Knaggen hervor. Zwei Querdurchfahrten erschließen die unsanierte Scheune.
Das Landesdenkmalamt befand u. a.: „… ein zeittypisches Scheunengebäude und es ist eines der ältesten Gebäude der Region …“